# Deoband
Deoband es una ciudad y municipio situada en el distrito de Saharanpur en el estado de Uttar Pradesh (India). Su población es de 97037 habitantes (2011). Se encuentra a 150 km de Nueva Delhi.

## Demografía
Según el censo de 2011 la población de Deoband era de 97037 habitantes, de los cuales 53538 eran hombres y 43599 eran mujeres. Deoband tiene una tasa media de alfabetización del 75,23%, superior a la media estatal del 67,68%: la alfabetización masculina es del 79,59%, y la alfabetización femenina del 69,77%.